# Дома 1242 км
Дома 1242 км — населенный пункт в Кезском районе Удмуртской республики.

## География
Находится в северо-восточной части Удмуртии у западной окраины районного центра поселка Кез у железнодорожной линии Киров-Пермь.

## История
Известен с 1955 года как Казарма 287 км. В 1971 году отмечался как Казарма 1242 км, с 1980 года современное название. До 2021 года входил в состав Кезского сельского поселения.

## Население
Постоянное население составляло 7 человек в 2002 году (удмурты 100 %), 2 в 2012.